# Инцидент Ниихау
Инцидент Ниихау — противостояние и стычка, произошедшие на острове Ниихау (Гавайские острова, Соединённые Штаты Америки) 7—13 декабря 1941 года, сразу после нападения Японии на Пёрл-Харбор.

## Предыстория
Японское командование ошибочно считало расположенный недалеко от Пёрл-Харбора остров Ниихау необитаемым и определило его как место, куда должны будут прилететь пилоты самолётов, серьёзно повреждённых во время атаки. Пилотам сказали, что с острова их затем снимет подводная лодка.
В реальности же Ниихау с 1864 года находился в частном владении и принадлежал семье Робинсонов. Один из них Эйлмер Фрэнсис Робинсон, живший на соседнем острове, но регулярно посещавший своё владение, всё ещё управлял Ниихау в 1941 году, принимая решения, кого пускать на остров, а кого нет. Постоянно же на нём жили гавайцы, а также небольшое число не-гавайцев, в том числе трое японцев, все они будут замешаны в инциденте.

## Инцидент

### Аварийная посадка

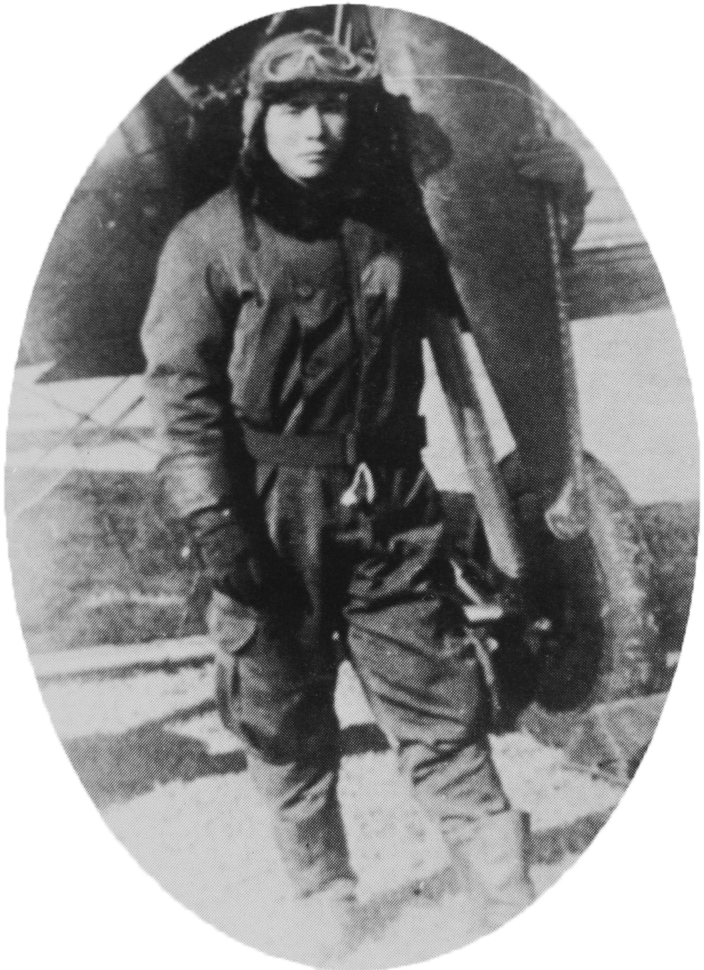
Сигэнори Нисикаити

7 декабря 1941 года японский пилот Сигэнори Нисикаити (ок. 1919 — 13 декабря 1941), который принимал участие во второй волне налёта на Пёрл-Харбор и чей Mitsubishi A6M Zero получил повреждения, направил его к Ниихау. При аварийной посадке самолёт был повреждён дополнительно. Около места посадки находился местный житель — гаваец Калеохано. Он не знал об атаке на Пёрл-Харбор, но из газет был осведомлен об ухудшении отношений между США и Японией. Калеохано забрал у пилота пистолет и бумаги. При этом он и другие гавайцы обращались с Нисикаити уважительно и продемонстрировали в отношении него традиционное гавайское гостеприимство, устроив в честь сбитого лётчика вечеринку.
Однако они не могли понять его, так как Сигенори говорил только по-японски, имея очень ограниченные знания в английском. Поэтому они послали за Исимацу Синтани (он был иссэй, то есть эмигрант первого поколения, родившийся в Японии), человеком японского происхождения, женатом на гавайке, чтобы он стал переводчиком между ними. Синтани, однако, отнёсся к заданию без энтузиазма и, обменявшись с пилотом всего несколькими фразами, удалился, ничего не объяснив. Тогда гавайцы послали за двумя другими жителями острова японского происхождения (собственно, их всего и было три) — Ёсио и Ирен Харадой (оба нисэи, то есть эмигранты второго поколения, рождённые уже вне Японии, в стране прибытия).
Нисикаити сообщил семье Харада об атаке на Пёрл-Харбор — знание, которым они предпочли не делиться с не знавшими японского языка гавайцами. Также он потребовал возвращения своих бумаг, которые, как лётчиков проинструктировали перед миссией, не должны были попасть в руки американцев. Однако Калеохано отказался отдать документы. Семья Харада решила помочь Нисикаити получить их назад и скрыться.

### Известия об атаке на Пёрл-Харбор
На Ниихау не было ни электричества, ни телефона. Однако островитяне узнали о нападении японцев на американский флот, слушая радио, работавшее от батареи. Они обратились к Нисикаити, и в этот раз супруги Харада были вынуждены перевести его слова об атаке. Было решено, что японский пилот уедет с Ниихау, когда его с очередным еженедельным визитом посетит хозяин острова — Эйлмер Робинсон, а пока что останется под охраной жить в доме семьи Харада.
Однако Робинсон, обычно пунктуальный и надёжный, не приехал в обычный день и последующие — американские власти запретили перемещение между островами на лодках сразу после атаки, о чём не могли знать изолированные от внешнего мира жители Ниихау. Это вызвало беспокойство островитян. Тем временем жители острова японского происхождения вступили в сговор с Нисикаити.
Они послали Синтани выкупить бумаги пилота у Калеохано. Однако, несмотря на предложение крупной по меркам островитян суммы, тот отказался. В то же время Ирен Харада включила музыку погромче, а её муж и пилот атаковали охранника. Вооружившись и взяв заложника, они отправились к дому Калеохано. Тот, однако, смог спрятаться и бежать, когда заговорщики отвлеклись на самолёт Нисикаити, с которого сняли один из пулемётов. В Калеохано стреляли, но он смог предупредить местных жителей в деревне, чтобы те могли скрыться.

### Ночной побег Калеохано
Под покровом темноты Калеохано вернулся в свой дом, достал спрятанные бумаги и передал их на хранение родственнику. Затем он вместе с другими гавайцами на небольшой лодке много часов грёб в сторону острова Каваи, чтобы предупредить Робинсона об инциденте. Тот уже знал, что на Ниихау что-то случилось, так как островитяне подавали сигналы при помощи керосина и огней. Робинсон просил власти позволить ему отправиться на остров, но те оставались непреклонны.
В это время на Ниихау японский пилот при помощи Харады и одного из заложников-гавайцев снял с самолёта один из пулемётов и произвёл с ним некие манипуляции. Он также попытался связаться с японскими силами при помощи бортового радио, но не достиг успеха. Затем они сожгли дом Калеохано в последней попытке заодно уничтожить и документы, которые могли быть спрятаны внутри, включая радиокоды, карты и план атаки на Пёрл-Харбор.

### Развязка
Ночью взятые в заложники гавайцы (супружеская пара Бен и Элла Канахеле) смогли атаковать Нисикаити и Хараду. Первый был обезоружен и убит Эллой, второй совершил самоубийство, застрелившись. Бен Канахеле был ранен в ходе инцидента. Позднее Бен Канахеле получил американские государственные награды.
В середине дня 14 декабря на острове высадились уплывшие ранее за помощью гавайцы, Робинсон и представители власти.

### Последствия
Ставшая вдовой Ирен Харада и Исимацу Синтани были взяты под стражу. Синтани был направлен в лагерь для интернированных лиц, а затем вернулся на остров и к 1960 году получил американское гражданство.
Ирен пробыла в заключении 31 месяц и была освобождена в июне 1944 года. Она не была осуждена ни за измену, ни за другие преступления, совершённые на острове, и настаивала на своей невиновности, но в интервью 1992 года подтвердила желание помочь пилоту. Она переселилась на остров Кауаи, где женщину однажды посетил японский офицер, ставший после войны американским евангелистом.
Композитор Роберт Александер Андерсон, будучи вдохновлён этой историей, создал произведение «They Couldn’t Take Niihau, Nohow!». 15 августа 1945 оно исполнялось на церемонии награждения Канахеле в Гонолулу.

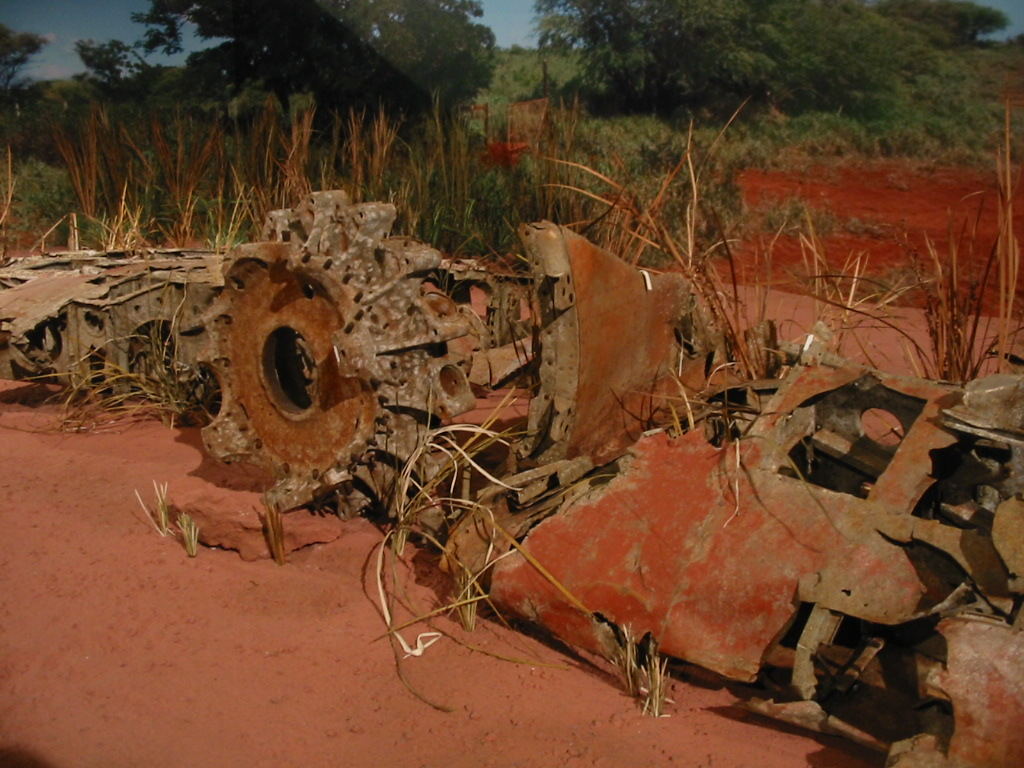
Покрытые ржой обломки Zero в музее

## Влияние на общественное мнение
Историк Гордон Прэндж отмечал, что помощь жителей японского происхождения японскому пилоту подорвала доверие гавайцев ко всем японцам, жившим на островах.
Романист Уиллиам Холлстед считает, что инцидент способствовал интернированию японцев, живших в США.

## Мемориализация, музеефикация и споры вокруг инцидента
Прибрежный японский город Хасихама (в настоящее время Имабари) увековечил своего уроженца Нисикаити 12-футовым гранитным кенотафом. Это произошло в то время, когда обстоятельства его гибели не были известны и он считался погибшим при атаке на Пёрл-Харбор. Семья пилота узнала правду о его судьбе и получила останки только в 1956 году.
Остатки самолёта Нисикаити и трактора, на котором он перемещался по острову, находятся в музее. Существуют разногласия о том, должна ли экспозиция рассказывать о роли семьи Харада в этой истории.